# Lijst van burgemeesters van Beesel
Dit is een lijst van burgemeesters van de Nederlandse gemeente Beesel in de provincie Limburg.
| Ambtsperiode | Naam burgemeester                                  | Partij of stroming | Bijzonderheden |
| ------------ | -------------------------------------------------- | ------------------ | --- |
| 1810         | A.J. Junckers                                      |                    | Maire |
| 1813 - 1862  | Ernestus Albertus Emmanuël Ruijs van Nieuwenbroeck |                    | |
| 1863 - 1903  | J.P.H.B.H.J. Janssen                               |                    | tijdens een deel van deze periode tevens burgemeester van Belfeld                                                                              |
| 1903 - 1920  | jhr. Felix Beatrix Constantin Hubert van Splinter  |                    | |
| 1920 - 1934  | Willem (W.H.A.) Meuter                             |                    | |
| 1935 - 1945  | M.M.P.H. Brouwers                                  |                    | |
| 1945 - 1946  | P.H. Bongaarts                                     |                    | plaatsvervangend |
| 1946 - 1959  | J.L.H. Claessen                                    |                    | Rentmeester van onder meer Landgoed De Witrijt & kasteelheer van kasteel Well. Na zijn overlijden is er in Reuver een straat naar hem genoemd. |
| 1959 - 1967  | J.Th. Mooren                                       | KVP                | |
| 1967 - 1983  | Jan (J.Th.) Hendrix                                | KVP                | |
| 1983 - 1992  | Constant (C.A.C.M.) Nuytens                        | CDA                | |
| 1992 - 1998  | Vincent (V.G.N.) Ritzer                            | D66                | |
| 1997 - 2011  | drs. Bert (L.M.) Oord                              | PvdA               | waarnemend vanaf 1 november 1997 en vanaf november 2010                                                                                        |
| 2011 - 2019  | dr. Petra (P.) Dassen-Housen                       | CDA                | [ 1 ] [ 2 ] |
| 2019 - 2020  | drs. Wil (W.G.H.M.) Rutten                         | partijloos         | waarnemend |
| 2020 - 2024  | Bob (B.C.M.) Vostermans                            | CDA                | [ 3 ] |
| 2024 - 2025  | Chantal (C.N.A.) Nijkerken-de Haan                 | VVD                | waarnemend |
| 2025 - heden | Martijn (M.F.W.) Derks                             | VVD                | |